# Porsche 989
El Porsche 989 fue un sedán de turismo de 4 puertas desarrollado por Porsche entre 1988 y 1991. Este vehículo nunca se produjo, después de que el desarrollo se detuvo a fines de 1991 y se canceló en enero de 1992.
El Porsche Panamera, lanzado en 2009, se considera el sucesor espiritual del proyecto 989.

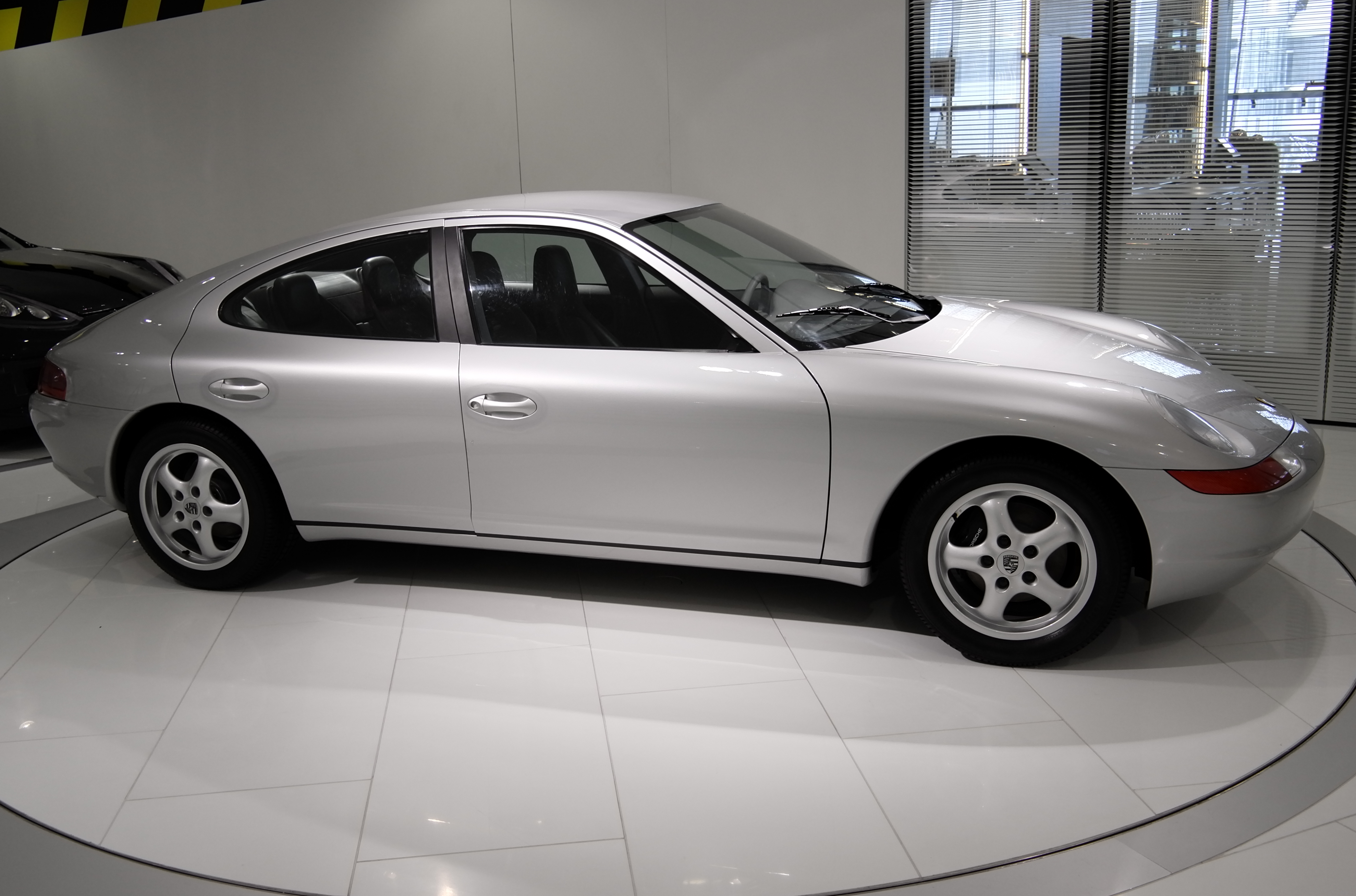
Vista lateral del prototipo Porsche 989

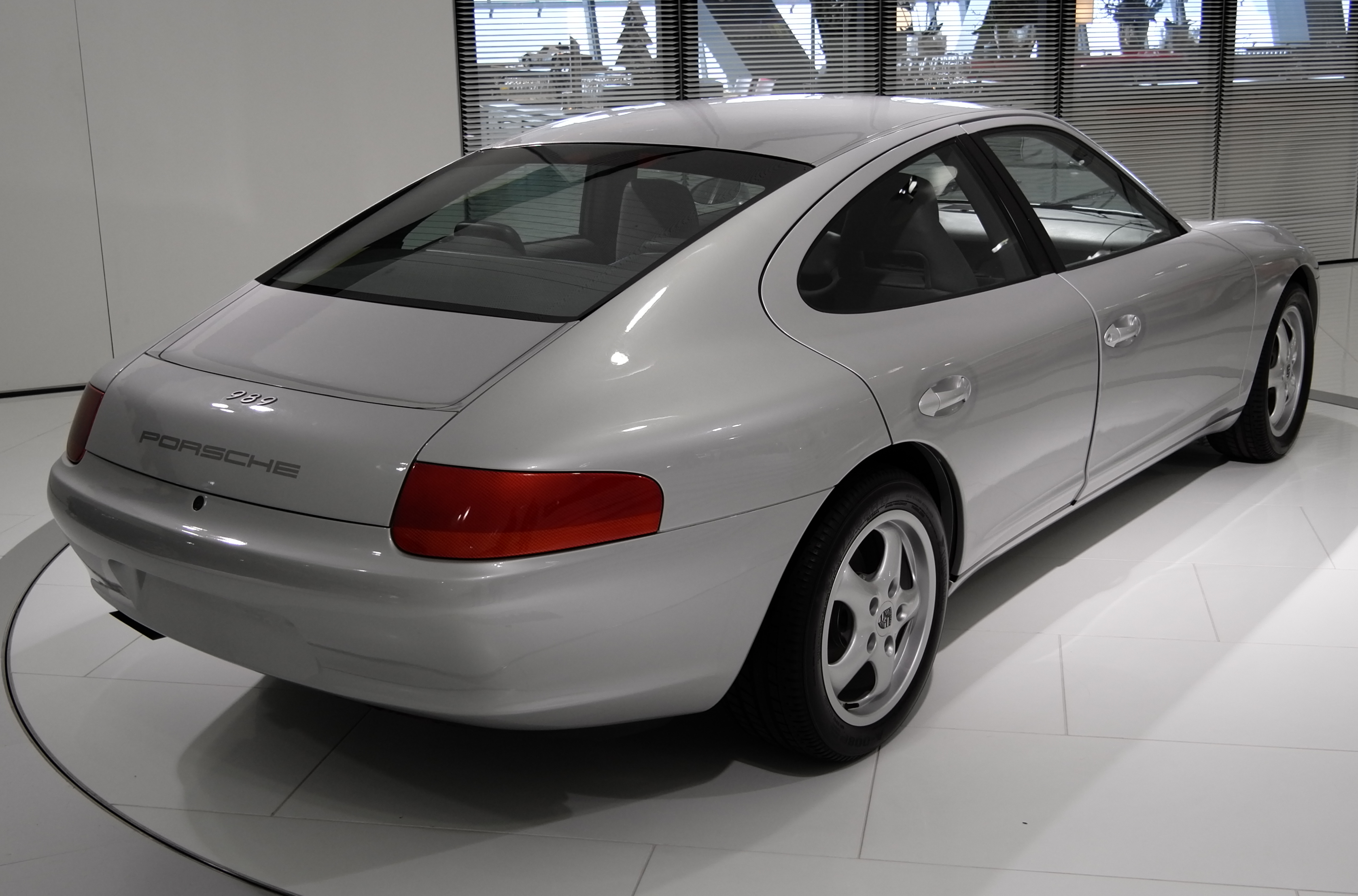
Porsche 989 Prototipo detrás/lado

## Historia
El aumento de las ventas del modelo 928 de Porsche a mediados de la década de 1980 obligó a los ejecutivos a considerar la posibilidad de agregar otro vehículo deportivo grande y deportivo a la alineación, esta vez un 4 puertas que podría servir como una alternativa más práctica pero igualmente poderosa y emocionante al 928. El ingeniero de Porsche, Dr. Ulrich Bez se encargó del proyecto y recibió instrucciones de que el vehículo debía ser lujoso y cómodo, pero que ofreciera una naturaleza deportiva superior a la lograda por los grandes automóviles de Mercedes-Benz y BMW.
Bez diseñó un nuevo motor delantero, una plataforma de tracción trasera con una distancia entre ejes de 2.826 mm (111.3 in) y la potencia proveniente de un nuevo motor V8 de 80 grados, refrigerado por agua, con una potencia de alrededor de 300 PS (220 kW; 300 CV). Ha surgido alguna discrepancia en cuanto al desplazamiento del motor, que se informa entre 3,6 y 4,2 litros.
El prototipo hecho a partir de los diseños técnicos de Bez fue diseñado por Harm Lagaay, un diseño que influyó en los modelos posteriores y que tenía muchas similitudes con el 911, a pesar de la diferencia en la ubicación del motor. Las influencias específicas del diseño de los modelos Porsche posteriores incluyen la suspensión del brazo de control y los faros tipo 959 que luego se usarían en el 993, así como la forma general y el diseño de la luz trasera que se adaptaron para el 996 generación 911.
Después de que Ulrich Bez abandonó Porsche en septiembre de 1991, el proyecto perdió impulso. La severa caída en las ventas de 928 hizo que los ejecutivos reconsideraran la viabilidad de la idea, y las bajas ganancias generales durante los años del modelo de 1989 a 1991 significaron que el modelo sería mucho más riesgoso para la empresa de construir de lo que se había previsto durante el desarrollo. En enero de 1992, el desarrollo se detuvo por completo. Aunque los funcionarios de Porsche inicialmente afirmaron que el único prototipo fue destruido, ahora sostienen que permanece en almacenamiento. Una fotografía del prototipo (color plateado, ruedas de la Copa II de 17 pulgadas, matrícula no registrada BB-PW 989) se publica en la revista alemana de automóviles clásicos Motor Klassik. Autoweek también informó sobre la existencia del prototipo. El prototipo eventualmente se convertiría en una exhibición en el Museo Porsche en Stuttgart.

## Otras lecturas
- Ludvigsen, Karl (2003). Porsche: Excellence Was Expected (second edition). Bentley Publishers. ISBN 0-8376-0235-1.
- Kable, Greg, and Bob Gritzinger (2005). "Panamera Flagship Gets Go-Ahead". Autoweek, August 6, 2005.
- Esta obra contiene una traducción total derivada de «Porsche 989» de Wikipedia en inglés, concretamente de esta versión, publicada por sus editores bajo la Licencia de documentación libre de GNU y la Licencia Creative Commons Atribución-CompartirIgual 4.0 Internacional.

- Datos: Q1531056
- Multimedia: Porsche 989 / Q1531056